# Бандони, Роберт Джозеф
Роберт Джозеф Бандони (англ. Robert Joseph Bandoni; 1926—2009) — канадский миколог.

## Биография
Роберт Джозеф Бандони родился 9 ноября 1926 года в городе Уикс штата Невада в семье Джузеппе и Альбины Бандони. Окончил среднюю школу города Хоторн. Затем поступил в Университет Невады в Рино, где в 1953 году получил степень бакалавра наук. В 1956 году Университет Айовы присвоил Бандони степень магистра наук. В 1957 году Бандони получил степень доктора философии за работу Taxonomic studies of the genus Tremella (Tremellales). В 1958 году Роберт Джозеф стал работать в Департаменте ботаники Университета Британской Колумбии. Роберт Джозеф Бандони скончался 18 мая 2009 года после инсульта.

## Грибы, названные в честь Р. Дж. Бандони
- Papiliotrema bandonii J.P.Samp., Gadanho, M.Weiss & R.Bauer, 2002